# Makovețke, Tarașcea
Makovețke (în ucraineană Маковецьке) este un sat în comuna Kivșuvata din raionul Tarașcea, regiunea Kiev, Ucraina.

## Demografie
Componența lingvistică a localității Makovețke
     Ucraineană (100%)
Conform recensământului din 2001, toată populația localității Makovețke era vorbitoare de ucraineană (100%).